# Szuhafő
Szuhafő là một thị trấn thuộc hạt Borsod-Abaúj-Zemplén, Hungary. Thị trấn này có diện tích 16,05 km², dân số năm 2010 là 156 người, mật độ 10 người/km².